# ワールドトライアスロン
ワールドトライアスロン（英語: World Triathlon）は、スイス・ローザンヌに本部を構えるトライアスロンを統括する国際競技連盟である。設立は1989年。国際競技連盟連合（GAISF）に加盟している。
国際トライアスロン連合（International Triathlon Union、ITU）が2020年に「ワールド・トライアスロン（World Triathlon）」と言う新名称に変更。

## 概要
ワールドトライアスロンは短・中・長距離の世界選手権、ワールドカップなどの国際大会を開催しているが、各大陸のトライアスロン連合も存在している。（）内は旧名称。
- アメリカズトライアスロン（パンアメリカントライアスロン連合）
- アフリカトライアスロン（アフリカトライアスロン連合）
- ヨーロッパトライアスロン（欧州トライアスロン連合）
- アジアトライアスロン（アジアトライアスロン連盟）
- オセアニアトライアスロン（オセアニアトライアスロン連盟）

## 主催大会
- 世界トライアスロンシリーズ
- 世界デュアスロン選手権
- 世界アクアスロン選手権
- 世界ウィンタートライアスロン選手権
- 世界ロングディスタンストライアスロン選手権
- 世界ロングディスタンスデュアスロン選手権
- トライアスロンワールドカップ